# İtitala
İtitala (ryska: Ититала) är en ort i Azerbajdzjan.   Den ligger i distriktet Balakən Rayonu, i den nordvästra delen av landet, 300 km väster om huvudstaden Baku. İtitala ligger 199 meter över havet och antalet invånare är 2 115.
Terrängen runt İtitala är platt. Närmaste större samhälle är Danaçı, 5,7 km sydost om İtitala.
Omgivningarna runt İtitala är en mosaik av jordbruksmark och naturlig växtlighet. Runt İtitala är det ganska tätbefolkat, med 80 invånare per kvadratkilometer.